# 清国海軍

清国海軍旗（国旗兼用、1889年まで）

清国海軍（しんこくかいぐん）または清朝海軍（しんちょうかいぐん）は、中国清朝（1616/1644年 - 1912年）の海軍組織である。
その終焉は清朝の滅亡だが、清朝海軍の創設年は、解釈によって中国側の資料では大きく三つに分かれる。この三つは清朝海軍の歴史そのままでもあるので、本稿では全てを順に述べる。
1. 1651年（緑営水師が編成された年）
2. 1863年（オズボーン水師が編成された年）
3. 1866年（福建水師が編成され、四水師体制が始まる年）

## 概要

### 緑営水師
1651年、清朝は中国沿岸部を制圧すると、沿岸の防衛と治安維持のために江南・浙江・福建・広東の四水師（水師は艦隊に相当する）を編成した。しかし1683年に台湾の明朝残党が投降すると、清朝はあまり海に興味を持たなくなり、海外との接触自体が制限された（海禁、広東体制も参照）。ほぼ同時期に日本も鎖国を行い、明朝後期のような倭寇の跋扈も見られなくなった。
18世紀末から19世紀初期にかけて、隣国にして属国だったベトナムの王朝交代に伴う戦乱が飛び火し、広東では海賊の出没が増えた。中華王朝の伝統に沿って、清朝も治安を乱す輩への直接的な軍事力行使を避ける政策を採った（招安：陸海を問わず、投降・帰参した武装集団に恩赦を与え、官軍に編入した上で抵抗を続ける武装集団と戦わせた）ので、広東水師にはこういった元海賊も所属するようになった。だがベトナムの情勢が安定すると沿岸水域にも平和が戻った（19世紀から中国大陸沿岸に来航することが増えた西欧諸国の目には海賊の脅威が引き続き映ったようだが）。こうして大規模な戦乱を経験せず、警察力の行使以上の任務を要求される状況がほとんど無かった緑営水師は、組織・装備を近代化しない状態で、産業革命を経た西欧列強の海軍と衝突することになった。
アヘン戦争(1840-1842)時、関天培率いる清朝水師は600艘近い軍船（ジャンク）と沿岸砲台から構成されていた。二世紀の間変化の無かったその装備では、蒸気船を有する西洋の近代海軍には歯が立たなかった。だがこの緑営水師の人員は、後に編成される四つの近代水師の母体になった。
アヘン戦争で清朝は香港を失い、広州・廈門・福州・寧波・上海の五港を開港した。続く（北京までが侵略された）アロー戦争(1856-1860)で清朝は開港地周辺を除く中国沿岸の治安維持の義務を負ったが、それは緑営水師の能力を超えるようになっていた。一方で、自国の負担を少しでも軽くしたい列強、特にイギリスの要求は強くなる一方で、ここに清朝も蒸気船を有する近代海軍を整備する必要に迫られるようになった。

### オズボーン水師
1863年、恭親王が編成を命じた清朝初の近代海軍。1851年以降、太平天国の乱で治安が悪化した江南（特に上海）の防衛のために、英国海軍の協力の下、同海軍のシェラード・オズボーン大佐を雇い入れ、300~500トンの砲艦5隻と1200トンの砲艦1隻から成る6隻の艦隊と約600名の乗員の編成・運用を任せたものである。しかしオズボーン大佐は艦艇と乗員をすべてイギリスから調達し、自らの水師を皇帝直属の英・清合同艦隊（China and Royal Navy）と定義。旧式の緑営水師のように現地の督撫の指揮下に入ることを拒否した。艦隊がウォード常勝軍のように有力だが面倒な存在になることを恐れた曽国藩ら清朝の督撫はオズボーンの解任と艦隊の解散を要求。1863年10月には早くも解散が決まりオズボーンは帰国、艦艇も1865年までに、ほとんど任務に就かないまま全て売却された。
日本の薩摩藩の軍艦「春日」の前身は、この解散したオズボーン水師最大の艦「江蘇」である。

### 近代四水師

清国海軍旗（国旗兼用、1889年から）

列強の侵略から国を守るための海軍を外国人（それも列強の軍人）に委ねるのはおかしいのではないか、というオズボーン水師への批判から、1860年代後半に左宗棠、沈葆楨、曾国藩とその弟子の李鴻章ら各地の督撫が海軍の建設を開始した。当初は広東・南洋・北洋の三水師とする案もあったが、各督撫の勢力圏の問題から1870年代前半には広東・福建・南洋・北洋の四つの近代水師の区割りが成立した。各水師は清朝皇帝に服属し海軍衙門（海軍省に相当する）の指揮は受けるものの、各督撫が資金供出の対価として自らの水師に強い権限を（陸軍同様、軍閥的な要素を）有した。このため全水師の艦艇が結集して"清朝連合艦隊"を編成した事例は清末に至るまで無く、戦時に各水師が独自判断で援軍を送る程度の事例しか無かった（もっとも各水師の保有艦艇の大半は治安維持・沿岸警備向けの小型砲艦で、外洋での海戦が可能な大型軍艦は数える程しか無かったのだが）。
四水師の艦艇は、福州船政局、江南製造局など傘下の造船所で建造した国産艦艇を主体に構成されていた。同時期の西欧列強海軍の艦艇と比べると排水量も火力も速力も見劣りはするものの、近代海軍建設の一つの指標となる鉄製砲艦・巡洋艦と火砲の国産にも成功していた。ただし、例外的に李鴻章が設立に関わった北洋水師は成長著しい日本海軍への対抗が急務で、一方傘下の造船所の能力がまだ低かったため、清朝中央に近い政治的立場で確保できた資金によってドイツ・イギリスという当時の二大海軍先進国から購入した、装甲艦を含む比較的大型の艦艇を主力とする方向へ舵を切った。
人員養成については末端の水兵は旧式水師以来の徴募制だったが、幹部については福建の船政学堂などお雇い外国人を教官とした教育機関がいくつか設立された。こうして1880年代半ばには、この四つの水師の総体としての"清国海軍"は艦艇80隻余、計8万トン強という東アジア最大、当時の世界全体でも軽視しがたい戦力を有するに至った。しかし、水師は清朝中央と地方有力者の政治的綱引きが常に絡む存在でもあり、傘下水師の艦艇の損失が自らの権力の喪失に繋がりかねないため、戦時には消耗を避ける運用が優先されることになった。加えて建設開始から10年程度という早すぎる初陣と、敵がより有力な西欧列強水準の海軍だったという不利もあって、数的・地理的に優勢だった筈の清朝海軍は清仏戦争(1884)、日清戦争(1894)で連敗。前者では福建水師、後者では北洋水師が全滅に近い損害を被ったことで、四水師体制は崩壊していった。
具体的な歴史は各水師の項も参照されたい。
- 福建水師 (1866 - )：拠点は福州。福建沿岸（開港地福州、廈門を含む）と台湾の警備を担当。1880年代には全て国産で1500トン級の巡洋艦1（揚武）、1000トン級の砲艦約15隻を擁したが、清仏戦争（馬江海戦）で一度ほぼ全滅。その後建造された有力な艦は北洋水師に召し上げられたこともあって、1890年代には浮揚修理したものを含めても砲艦5隻程度の構成となっていた
- 広東水師 (1867 - )：拠点は広州。海賊と外国船の多い広東沿岸（開港地広州と英領香港を含む）の警備を担当。国産と輸入艦合わせて砲艦を30隻近く保有したが、大半は100~200トン程度の小型艦で、民国期まで残存した艦は水上警察や税関に再配置されている。大型艦艇は1000トンを超える国産の物が1880年代後半に3隻（広甲、広乙、広丙）就役したが、いずれも日清戦争時に北洋水師に加勢として送られ失われた
- 南洋水師 (1867 - )：拠点は上海。江蘇沿岸（開港地寧波、上海を含む）と長江の警備を担当。1000トン級の国産砲艦約10隻、1900トンのドイツ製巡洋艦2隻を擁したが清仏戦争で福建水師の援軍に出たところ逆にフランス艦隊に迎撃されあやうく壊滅しかけ（石浦沖海戦）、以後は目立った作戦行動を取らなくなった。1880年代後半以降有力な艦を北洋水師に召し上げられた上に艦艇の新規調達が停止しており、日清戦争時には一線級戦力と呼べる艦はほぼ無くなっていた
- 北洋水師 (1871 - )：拠点は天津（後に旅順、威海衛も）。天津の警備（つまり首都北京の防衛）を担当したが、徐々に朝鮮における権益確保を含む、黄海沿岸の防衛に任務が広がった。初期は他の水師から有力な国産砲艦を集めて編成されたが、装甲艦（扶桑、金剛）等々有力な輸入艦で主力を構成する日本海軍への対抗の必要上、主力艦艇はほぼ輸入艦で占められた。清仏戦争時は1000トン級巡洋艦数隻（超勇）のみの編成だったため朝鮮方面での対日牽制の砲艦外交に徹していたが、日清戦争時にはドイツ製の7000トン級装甲艦2隻（定遠）、ドイツ・イギリス製の2000~3000トン級防護巡洋艦（済遠、致遠）、ドイツ製および国産の装甲巡洋艦（経遠、平遠）計8隻、国産の1000トン級砲艦15隻程度という他を圧する戦力を有した。日清戦争で一度壊滅しほぼ全ての大型艦艇を喪失したが、1898年までにイギリス製の4000トン級防護巡洋艦（海天）2隻、ドイツ製の3000トン級防護巡洋艦（海容）3隻、他に駆逐艦（飛鷹、海龍）計6隻と若干の国産砲艦から成る戦力を再建した

### 清末の再編
日清戦争で北洋水師が壊滅すると、海軍再建の動きが高まった。この時期になると組織の縦割りによる非効率さを清朝中央も認識し、艦隊再編が始まった。
1896年、いまや急務となった北京・天津防衛のため、各水師の残存大型艦が全て北洋水師に集められた。ドイツ・イギリスへ発注した補充艦艇も1898年には揃い、巡洋艦など機動的な戦力を集中運用できる北洋水師と沿岸警備程度のそれ以外の水師、という役割分担が自然に成立した。だが1900年の義和団事件では清朝中央の列強への宣戦布告に伴い、水師の拠点である天津に北京を攻める八か国艦隊が殺到した。あまりの戦力差に水師はただ逃走するしかなく、主力は脱出に成功したものの、逃げ遅れた艦は列強に拿捕されて二度と返還されなかった。
20世紀に入る頃には李鴻章ら各水師を創設した有力者はみな死ぬか引退していたため、相対的に増した政治力を使って1905年、袁世凱ら清朝中央は四水師の統合を決定。1909年、艦艇は中国沿岸の機動的な防衛を行う巡洋艦隊と長江流域の防衛を行う長江艦隊に再編成され、辛亥革命を迎えた。
辛亥革命では清朝海軍は早々に革命側に属し、あまり戦闘に巻き込まれなかったため、ほぼ全艦が中華民国の海軍に移籍した。

## 付記

### 艦名
近代四水師の艦艇の名前は基本的に漢字二文字の抽象名詞で、人名や地名が使われた事例は少ない。これは同じ中国の海軍組織でも、地名が多いオズボーン水師や人民解放軍海軍とは際立った差異であり、一方後継組織である中華民国海軍との類似点である。
なお、一部の清朝水師の艦艇の艦名には法則性のような物が見られる。すなわち
- 1880年代（日清戦争前）の北洋水師：「○遠」（○の中には任意の漢字一文字が入る。以下同じ）
- 1890年代（日清戦争後、義和団事件まで）の北洋水師：「海○」

- 1880年代後半の広東水師：「広○」

である。福建水師と南洋水師にはここまで明確な法則性は見出せず（福○、南○という揃え字の付く艦はあるが、例外の方が多い）、北洋水師と広東水師にこの特徴が見られる時期と李瀚章・李鴻章兄弟が両水師の指揮を執っていた時期がほぼ一致する。

### 外国との関わり
清朝水師の艦艇のうち外国から購入された艦はイギリス製が最多である。次いでドイツ製となり（造船所建設では技術協力を受けているが）フランス製の艦は事実上存在しない。これはイギリス製とフランス製の艦で主力を構成し、ドイツ製の艦がほぼ存在しなかった19世紀の日本海軍との明確な差異である。なお清朝水師のイギリス製の艦艇、特に巡洋艦については輸出向けの型を購入した事例が多く、姉妹艦・準姉妹艦が19世紀後半～20世紀初頭のアジアや南米諸国の海軍に複数隻存在する。
1880年代末の時点で、清朝水師が福建・上海に保有するドックは水師のほぼ全ての艦艇を収容できたが、7000トンを超す巨艦だった「定遠」型については香港か長崎のドックを借りないと整備ができず、これが国際問題と化した長崎事件の遠因になった。北洋水師は旅順に「定遠」型も収容できる自前のドックを建設する工事を始めていたが、完工したのは日清戦争の直前であり、さらに同地が日本軍の急速な進撃で1894年末に占領されてしまったため、黄海海戦後の北洋水師は主力艦艇の損傷を修理する手段を喪失した。その後旅順は同地を租借したロシアの太平洋艦隊の基地として日露戦争(1904年)で日露両軍の攻防戦の現場ともなった。
日清戦争の後、北洋水師の残存大型艦艇は日本に接収され、日本海軍艦として第二の人生を送った。特に「鎮遠」は「富士」級戦艦二隻が戦力になるまでの一時期、日本海軍最大の艦だった。また続く義和団事件では天津から逃げ遅れた駆逐艦四隻が接収され、イギリス・フランス・ドイツ・ロシアで一隻ずつ分配された後、それぞれの海軍の極東艦隊で使われた。
清末期に入ると、日清関係の変化に伴い日本製の砲艦・水雷艇も姿を見せるようになり、続く中華民国時代の1930年代まで、日本は中国海軍の艦艇の重要な調達先になった。